# Старчаново (Вжесінський повіт)
Старчаново (пол. Starczanowo) — село в Польщі, у гміні Некля Вжесінського повіту Великопольського воєводства.
Населення — 280 осіб (2011).
У 1975-1998 роках село належало до Познанського воєводства.

## Демографія
Демографічна структура станом на 31 березня 2011 року:
|          | Загалом | Допрацездатний вік | Працездатний вік | Постпрацездатний вік |
| -------- | ------- | ------------------ | ---------------- | -------------------- |
| Чоловіки | 128     | 22                 | 97               | 9                    |
| Жінки    | 152     | 38                 | 94               | 20                   |
| Разом    | 280     | 60                 | 191              | 29                   |